# Erfolgsdelikt
Mit Erfolgsdelikt wird ein Delikt bezeichnet, dessen Tatbestand ein Tun beschreibt, das in Abgrenzung zum bloßen „Tätigkeitsdelikt“ einen bestimmten Erfolg auslöst, welcher nicht in der Tathandlung selbst eingeschlossen ist, so beispielsweise Totschlag oder Körperverletzung. „Erfolg“ im Normsinne ist die strafrechtlich relevante nachteilige Veränderung des durch die Norm geschützten Rechtsguts.
Teilweise wird weiterhin vertreten, dass, sofern entsprechende Tatbestände normiert sind, eine bloße Gefährdung einen (Gefährdungs-)Erfolg begründen kann. Demnach soll der Erfolg „in einer von der Handlung räumlich und zeitlich getrennten Verletzungs- oder Gefährdungswirkung“ bestehen. Dies gilt für die konkreten, nicht jedoch für die abstrakten Gefährdungsdelikte. Beispielhaft stehen für die konkreten Gefährdungsdelikte als Erfolgsdelikte, die Straßenverkehrsgefährdungsdelikte gemäß § 315b und § 315c StGB.
Erfolgsdelikte verlangen einen ursächlichen Zusammenhang zwischen Handlung und Erfolg. Zusätzlich muss der konkrete Erfolg dem Täter als sein Werk objektiv zurechenbar sein. Beim Kausalzusammenhang ist der naturwissenschaftlich-empirische Weg von der Handlung als Ursache zum Erfolg als Wirkung zu prüfen, beim objektiven Zurechnungszusammenhang wird der normativ-wertende Weg vom Erfolg zur Handlung zurück geprüft.
Im Gegensatz dazu steht das Tätigkeitsdelikt, dessen Tatbestand ein schlichtes aktives Tun beschreibt, zu welchem ein über dieses Tun hinausgehender Erfolg nicht hinzutreten muss (Beispiele: Meineid, Beteiligung am unerlaubten Glücksspiel).